# Сейсмічність Ямайки
Територія Ямайки — характеризується посиленою сейсмічністю.

## Загальна характеристика
Острів Ямайка належить до острівної дуги Великих Антіл, і є антиклінорієм, розітненим розломами  північно-західного і широтного простягання. Підвищеною сейсмічністю характеризується вся територія Ямайки та прилеглі акваторї Карибського моря, які сполучені з глибоководним жолобом Кайман, де інтенсивність землетрусів досягає 7-8 балів (за шкалою Ріхтера).

## Землетруси у минулі століття
Катастрофічні за своїми наслідками землетруси в активній сейсмічній зоні Ямайки мали місце в 1692 та 1907 роках.

## Землетруси XXI століття

### 2015
16 листопада, о 03:39 (за київським часом), в Карибському морі поблизу Ямайки стався помірний (за шкалою інтенсивності МSK-64) землетрус магнітудою 5,8 балів (за шкалою Ріхтера). Епіцентр землетрусу знаходився за 424 км на захід від міста Монтего-Бей.

### 2020
28 січня у Карибському морі стався сильний (за шкалою інтенсивності МSK-64) землетрус магнітудою 7,7 балів (за шкалою Ріхтера). За оцінками Геологічної служби США (USGS), епіцентр землетрусу знаходився у трикутнику між Кубою, Ямайкою та Каймановими островами за 117 км на північний захід від міста Лусеа. Гіпоцентр землетрусу залягав на глибині 10 км.

### 2023
30 жовтня, о 17:57:20 (за київським часом), на Ямайці стався помірний (за шкалою інтенсивності МSK-64) землетрус магнітудою 5,7 балів (за шкалою Ріхтера). За даними Головного центру спеціального контролю ДКАУ, гіпоцентр землетрусу залягав на глибині 10 км.